# Anamã
Anamã là một đô thị thuộc bang Amazonas, Brasil. Đô thị này có diện tích 2453,93 km², dân số năm 2007 là 7437 người, mật độ 3,03 người/km².